# Damariscotta
Damariscotta – miasto w Stanach Zjednoczonych, w stanie Maine, w hrabstwie Lincoln.